# Zajci (obwód czernihowski)
Zajci (ukr. Зайці) – wieś na Ukrainie, w obwodzie czernihowskim, w rejonie czernihowskim, w hromadzie Mychajło-Kociubynśke. W 2001 liczyła 309 mieszkańców.